# Capitoli de I Cavalieri dello zodiaco - The Lost Canvas - Il mito di Ade

La copertina del numero 22 dell'edizione italiana.

Questa è la lista dei capitoli del manga I Cavalieri dello zodiaco - The Lost Canvas - Il mito di Ade, scritto e disegnato da Shiori Teshirogi e pubblicato da Akita Shoten su Shonen Champion dal 2006 al 2011. L'opera fa parte della serie I Cavalieri dello zodiaco creata da Masami Kurumada.
Nella lista sono compresi i volumi della serie di storie extra (nota come Saint Seiya - The Lost Canvas - Meioh Shinwa gaiden o Saint Seiya - The Lost Canvas - The Myth of Hades - Anecdotes) dedicata ai personaggi dei Cavalieri d'Oro apparsi nell'opera. Nel 2009 fu pubblicato sulla rivista Princess Gold un capitolo extra dedicato al personaggio del Cavaliere d'Argento Yuzuriha dal titolo Yuzuriha Gaiden: L'emblema del sangue (ユズリハ外伝 血墨の紋?, Yuzuriha Gaiden: Chizumi no mon), successivamente inserito nel tredicesimo numero degli Anecdotes), a cui a partire dal 2014 sì sono aggiunti vari capitoli speciali pubblicati occasionalmente su Champion Red e poi (in parte) raccolti in un volume denominato Extra Stories. 

## Serie regolare
| Nº Ja | Nº It | Titolo italiano Giapponese 「Kanji」 - Rōmaji | Data di prima pubblicazione             | Data di prima pubblicazione         |
| Nº Ja | Nº It | Titolo italiano Giapponese 「Kanji」 - Rōmaji | Giapponese                              | Italiano                            |
| 1     | 1-2   | I Cavalieri dello zodiaco - The Lost Canvas - Il mito di Ade 1 I Cavalieri dello zodiaco - The Lost Canvas - Il mito di Ade 2 「聖闘士星矢 THE LOST CANVAS 冥王神話 1」 - Seinto Seiya Za Rosuto Kyanbasu - Meiō Shinwa 1 | 8 dicembre 2006 ISBN 978-4-253-21221-2  | 10 gennaio 2008 7 febbraio 2008     |
| 1     | 1-2   | Capitoli - 1. I giorni perduti (失われし日々?, Ushinawareshi hibi) - 2. Te lo prometto (約束だ!!?, Yakusoku da!!) - 3. La ghirlanda dell'incontro (再会の花輪?, Saikai no hanawa) - 4. La sconfitta (敗北?, Haiboku) - 5. Il duomo (大聖堂?, Daisentō) - 6. Il risveglio (覚醒?, Kakusei) |                                         |                                     |
| 2     | 3-4   | I Cavalieri dello zodiaco - The Lost Canvas - Il mito di Ade 3 I Cavalieri dello zodiaco - The Lost Canvas - Il mito di Ade 4 「聖闘士星矢 THE LOST CANVAS 冥王神話 2」 - Seinto Seiya Za Rosuto Kyanbasu - Meiō Shinwa 2 | 8 marzo 2007 ISBN 978-4-253-21222-9     | 6 marzo 2008 3 aprile 2008          |
| 2     | 3-4   | Capitoli - 7. Fratello e sorella (同胞?, Dōhō) - 8. Ritrovarsi (再会?, Saikai) - 9. Separazione (決別?, Ketsubetsu) - 10. La roccaforte del male (魔城?, Majō) - 11. le stelle malefiche (魔星たち?, Maseitachi) - 12. Il guerriero misterioso (謎の戦士?, Nazo no senshi) - 13. Il Jamir (ジャーミル?, Jamīru) - 14. La salita che conduce all'Oltretomba (黄泉比良坂?, Yomotsu hirasaka) - 15. La prigionia (拘束?, Kōsoku)                                                                                         |                                         |                                     |
| 3     | 5-6   | I Cavalieri dello zodiaco - The Lost Canvas - Il mito di Ade 5 I Cavalieri dello zodiaco - The Lost Canvas - Il mito di Ade 6 「聖闘士星矢 THE LOST CANVAS 冥王神話 3」 - Seinto Seiya Za Rosuto Kyanbasu - Meiō Shinwa 3 | 8 maggio 2007 ISBN 978-4-253-21223-6    | 8 maggio 2008 7 giugno 2008         |
| 3     | 5-6   | Capitoli - 16. Compagni (仲間?, Nakama) - 17. Il burattinaio (傀儡使い?, Kugutsu tskuai) - 18. Rose velenose (毒薔薇?, Doku bara) - 19. Resistenza (耐毒(レジスト)?, Rejisuto) - 20. Isolamento (孤高?, Kokō) - 21. Cadere come i petali di un fiore (散華?, Sange) - 22. Fiori e pioggia (花と雨?, Hana to ame) - 23. Un corteo funebre floreale (花葬列?, Hana sōretsu) - 24. Due notizie (二つの知らせ?, Futatsu no shirase)                                                                                       |                                         |                                     |
| 4     | 7-8   | I Cavalieri dello zodiaco - The Lost Canvas - Il mito di Ade 7 I Cavalieri dello zodiaco - The Lost Canvas - Il mito di Ade 8 「聖闘士星矢 THE LOST CANVAS 冥王神話 4」 - Seinto Seiya Za Rosuto Kyanbasu - Meiō Shinwa 4 | 6 luglio 2007 ISBN 978-4-253-21224-3    | 4 settembre 2008 2 ottobre 2008     |
| 4     | 7-8   | Capitoli - 25. L'Inferno (冥界?, Mekai) - 26. Un incontro casuale (邂逅?, Kaikō) - 27. Il grande peccatore (大罪人?, Daizaijin) - 28. Le ragioni (理?, Kotowari) - 29. I Sacri Anelli Celesti Danzanti (天舞宝輪?, Tenbu Hōrin) - 30. La magnolia (木欒子?, Mokugenji) - 31. Ritorno alla vita (生還?, Seikan) - 32. L'essenza del cosmo (小宇宙の真髄?, Kosumo no shinsui) - 33. I guerrieri inmortali (不死の戦士?, Fushi no senshi)                                                                                |                                         |                                     |
| 5     | 9-10  | I Cavalieri dello zodiaco - The Lost Canvas - Il mito di Ade 9 I Cavalieri dello zodiaco - The Lost Canvas - Il mito di Ade 10 「聖闘士星矢 THE LOST CANVAS 冥王神話 5」 - Seinto Seiya Za Rosuto Kyanbasu - Meiō Shinwa 5 | 7 settembre 2007 ISBN 978-4-253-21225-0 | 6 novembre 2008 4 dicembre 2008     |
| 5     | 9-10  | Capitoli - 34. L'impermanenza (流転?, Ruten) - 35. Aldebaran (巨星?, Arudebaran) - 36. Il guerriero furioso (凶戦士?, Kyōsenshi) - 37. Le fiamme nere (黒い炎?, Kuroi Honoo) - 38. Fiamme impetuose (迅炎?, Den'en) - 39. Non funziona! (効かん!!?, Kikan!!) - 40. Solitudine (孤独?, Kodoku) - 41. Il pianto (慟哭?, Dōkoku) - 42. L'avvento (降臨?, Kōrin) |                                         |                                     |
| 6     | 11-12 | I Cavalieri dello zodiaco - The Lost Canvas - Il mito di Ade 11 I Cavalieri dello zodiaco - The Lost Canvas - Il mito di Ade 12 「聖闘士星矢 THE LOST CANVAS 冥王神話 6」 - Seinto Seiya Za Rosuto Kyanbasu - Meiō Shinwa 6 | 8 novembre 2007 ISBN 978-4-253-21226-7  | 5 febbraio 2009 19 febbraio 2009    |
| 6     | 11-12 | Capitoli - 43. Ritorno (帰還?, Kikan) - 44. Il dio e l'uomo (神と人?, Kami to hito) - 45. La terra sotto sigillo (封印の地?, Fu'in no chi) - 46. Pandora (パンドラ?, Pandora) - 47. Lost Canvas (ロストキャンバス?, Rosuto Kyanbasu) - 48. Ombra (影?, Kage) - 49. Sicari (刺客?, Shikaku) - 50. Vivete con forza! (強く生きろ!!?, Tsuyoku ikiro!!) - 51. Minaccia incombente (不穏の兆し?, Fuon no kizaji) |                                         |                                     |
| 7     | 13-14 | I Cavalieri dello zodiaco - The Lost Canvas - Il mito di Ade 13 I Cavalieri dello zodiaco - The Lost Canvas - Il mito di Ade 14 「聖闘士星矢 THE LOST CANVAS 冥王神話 7」 - Seinto Seiya Za Rosuto Kyanbasu - Meiō Shinwa 7 | 8 febbraio 2008 ISBN 978-4-253-21227-4  | 5 marzo 2009 19 marzo 2009          |
| 7     | 13-14 | Capitoli - 52. Risoluzione (決意?, Ketsui) - 53. Reclusione (幽閉?, Yūhei) - 54. In viaggio (旅立ち?, Tabidachi) - 55. Le due divinità (二神?, Nijin) - 56. La foresta (死の森?, Shi no mori) - 57. Tentazione (誘惑?, Yūwaku) - 58. Non fuggirò! (逃げねぇ!?, Nigenee!) - 59. Il negromante (死人使い?, Shijin tsukai) - 60. La regina delle mosche (蠅の女王?, Hae no jo'ō) |                                         |                                     |
| 8     | 15-16 | I Cavalieri dello zodiaco - The Lost Canvas - Il mito di Ade 15 I Cavalieri dello zodiaco - The Lost Canvas - Il mito di Ade 16 「聖闘士星矢 THE LOST CANVAS 冥王神話 8」 - Seinto Seiya Za Rosuto Kyanbasu - Meiō Shinwa 8 | 8 aprile 2008 ISBN 978-4-253-21228-1    | 7 maggio 2009 21 maggio 2009        |
| 8     | 15-16 | Capitoli - 61. Attacco fulmineo! (速攻！?, Sokkō!) - 62. Fuochi fatui (鬼火?, onibi) - 63. Irruzione! (突入！?, Totsunyū) - 64. Il dio e il pedone (神と駒?, Kami to koma) - 65. Maestro e allievo (師弟?, Shitei) - 66. Il caleidoscopio dei ricordi (走馬灯?, Sōmatō) - 67. Il dio impetuoso (荒神?, Aragami) - 68. Lotta accanita (渾身?, Konshin) - 69. Fervore (一念?, Ichinen) |                                         |                                     |
| 9     | 17-18 | I Cavalieri dello zodiaco - The Lost Canvas - Il mito di Ade 17 I Cavalieri dello zodiaco - The Lost Canvas - Il mito di Ade 18 「聖闘士星矢 THE LOST CANVAS 冥王神話 9」 - Seinto Seiya Za Rosuto Kyanbasu - Meiō Shinwa 9 | 6 giugno 2008 ISBN 978-4-253-21229-8    | 5 giugno 2009 18 giugno 2009        |
| 9     | 17-18 | Capitoli - 70. Una speranza affidata (託された想い?, Takusareta omoi) - 71. Colpi di spada! (斬撃！?, Zangeki) - 72. La stirpe dei sogni (夢の眷族?, Yume no kenzoku) - 73. Il mondo dei sogni (夢界?, Mukai) - 74. Un pesce fuor d'acqua (違和感?, Iwakan) - 75. La vera coscienza (本心?, Honshi) - 76. La rivincita (再戦?, Saisen) - 77. Affila la tua lama! (研ぎ澄ませ！?, Togisumase!) - 78. I papaveri del mondo dei sogni (夢界の芥子?, Mukai no keshi)                                                      |                                         |                                     |
| 10    | 19-20 | I Cavalieri dello zodiaco - The Lost Canvas - Il mito di Ade 19 I Cavalieri dello zodiaco - The Lost Canvas - Il mito di Ade 20 「聖闘士星矢 THE LOST CANVAS 冥王神話 10」 - Seinto Seiya Za Rosuto Kyanbasu - Meiō Shinwa 10 | 8 agosto 2008 ISBN 978-4-253-21230-4    | 2 luglio 2009 16 luglio 2009        |
| 10    | 19-20 | Capitoli - 79. Onirio il dio dei sogni (夢神オネイロス?, Mushin Oneirosu) - 80. Le quattro anime (四つの魂?, Yottsu no tamashii) - 81. Distruggi! (ぶっ飛べ！?, Buttobe!) - 82. La via della giustizia (大義の道?, Taigi no michi) - 83. Fronte comune (共闘?, Kyōtō) - 84. Responsabilità (引き金?, Hikigane) - 85. Dolore (痛み?, Itami) - 86. Uniti per vincere (勝利への結束?, Shōri e no kessoku) - 87. Il bagliore (一閃?, Issen)                                                                               |                                         |                                     |
| 11    | 21-22 | I Cavalieri dello zodiaco - The Lost Canvas - Il mito di Ade 21 I Cavalieri dello zodiaco - The Lost Canvas - Il mito di Ade 22 「聖闘士星矢 THE LOST CANVAS 冥王神話 11」 - Seinto Seiya Za Rosuto Kyanbasu - Meiō Shinwa 11 | 7 novembre 2008 ISBN 978-4-253-21511-4  | 10 settembre 2009 24 settembre 2009 |
| 11    | 21-22 | Capitoli - 88. Malvagità (邪悪?, Ja'aku) - 89. Pronto a combattere (決意の出陣?, Ketsui no shutsujin) - 90. Vendetta (因縁再び?, Innen futatabi) - 91. La determinazione di un guerriero (戦士の執念?, Tenshi no shūnen) - 92. L'esito della vendetta (因縁決着?, Innen kecchaku) - 93. Il dio supremo (遥かな神?, Haruka kami) - 94. Il dono della morte (死の贈り物?, Shi no okurimono) - 95. La via d'uscita (活路?, Katsuro) - 96. Giorni contati (終末の前に?, Shūmatsu no mae ni)                               |                                         |                                     |
| 12    | 23-24 | I Cavalieri dello zodiaco - The Lost Canvas - Il mito di Ade 23 I Cavalieri dello zodiaco - The Lost Canvas - Il mito di Ade 24 「聖闘士星矢 THE LOST CANVAS 冥王神話 12」 - Seinto Seiya Za Rosuto Kyanbasu - Meiō Shinwa 12 | 6 febbraio 2009 ISBN 978-4-253-21512-1  | 19 novembre 2009 17 dicembre 2009   |
| 12    | 23-24 | Capitoli - 97. L'orco dell'isola di Kanon (カノン島の鬼?, Kanontō no oni) - 98. La prova fumante (灼熱の試練?, Shukunetsu no shiren) - 99. L'ultimo compito (最終課題?, Saishū kadai) - 100. L'eruzione (噴火?, Funka) - 101. Blugrad (ブルーグラード?, Burū Gādo) - 102. Atlantide (アトランティス?, Atorantisu) - 103. Rabbia (怒り?, Ikari) - 104. Il veleno dello scorpione (蠍の毒?, Sasori no doku) - 105. La fonte dell'energia (力の糧?, Chikara no kate)                                                     |                                         |                                     |
| 13    | 25-26 | I Cavalieri dello zodiaco - The Lost Canvas - Il mito di Ade 25 I Cavalieri dello zodiaco - The Lost Canvas - Il mito di Ade 26 「聖闘士星矢 THE LOST CANVAS 冥王神話 13」 - Seinto Seiya Za Rosuto Kyanbasu - Meiō Shinwa 13 | 8 aprile 2009 ISBN 978-4-253-21513-8    | 18 marzo 2010 15 aprile 2010        |
| 13    | 25-26 | Capitoli - 106. Cuore (心臓?, Shinzō) - 107. Antares (アンタレス?, Antaresu) - 108. Ritorno agli abissi (海底の再会?, Kaitei no saikai) - 109. Unity, il guerriero degli abissi (海闘士ユニティ?, Marīna Yuniti) - 110. Come tuo amico (親友として?, Shin'yū toshite) - 111. La liberazione (解放?, Kaihō) - 112. Il feretro di ghiaccio (氷の棺?, Ko'ori no hitsugi) - 113. Vivere (生きる?, Ikiru) - 114. Pugni alla velocità della luce (光速拳?, Kōsoku ken)                                                      |                                         |                                     |
| 14    | 27-28 | I Cavalieri dello zodiaco - The Lost Canvas - Il mito di Ade 27 I Cavalieri dello zodiaco - The Lost Canvas - Il mito di Ade 28 「聖闘士星矢 THE LOST CANVAS 冥王神話 14」 - Seinto Seiya Za Rosuto Kyanbasu - Meiō Shinwa 14 | 8 giugno 2009 ISBN 978-4-253-21514-5    | 20 maggio 2010 24 giugno 2010       |
| 14    | 27-28 | Capitoli - 115. Le riparazioni (修復?, Shūfuku) - 116. L'avanguardia (先陣?, Senjin) - 117. Il mostro (化物?, Monstā) - 118. Uno scontro tra fiere! (野獣激突?, Yajū gekitotsu) - 119. Il giovane leone (若獅子?, Wagajishi) - 120. Talento (天性?, Tensei) - 121. Superare (超える?, Koeru) - 122. Orgoglio (意地?, Iji) - 123. Il legame (絆?, Kizuna) |                                         |                                     |
| 15    | 29-30 | I Cavalieri dello zodiaco - The Lost Canvas - Il mito di Ade 29 I Cavalieri dello zodiaco - The Lost Canvas - Il mito di Ade 30 「聖闘士星矢 THE LOST CANVAS 冥王神話 15」 - Seinto Seiya Za Rosuto Kyanbasu - Meiō Shinwa 15 | 7 agosto 2009 ISBN 978-4-253-21515-2    | 29 luglio 2010 26 agosto 2010       |
| 15    | 29-30 | Capitoli - 124. L'unione (今、一つに?, Ima, hitotsu ni) - 125. Il frutto della volontà (思いの結晶?, Omoi no kesshō) - 126. Lo scontro (両雄対峙?, Ryōyū Taiji) - 127. La nave nera contro la nave della speranza (黒船VS希望の船?, Kurofune bāsasu kibō no fune) - 128. Il comandante (将として?, Shō toshite) - 129. Crudeltà (非道?, Hidō) - 130. Lo scudo (盾として?, Tate toshite) - 131. La caduta di Garuda (カルラ墜つ?, Karura otsu) - 132. La castigatrice (仕置人?, Shiokijin)                             |                                         |                                     |
| 16    | 31-32 | I Cavalieri dello zodiaco - The Lost Canvas - Il mito di Ade 31 I Cavalieri dello zodiaco - The Lost Canvas - Il mito di Ade 32 「聖闘士星矢 THE LOST CANVAS 冥王神話 16」 - Seinto Seiya Za Rosuto Kyanbasu - Meiō Shinwa 16 | 8 ottobre 2009 ISBN 978-4-253-21516-9   | 23 settembre 2010 21 ottobre 2010   |
| 16    | 31-32 | Capitoli - 133. Determinazione (覚悟?, Kakugo) - 134. L'esplosione vitale (命の爆発?, Inochi no bakuhatsu) - 135. La parola fine (終止符?, Shūshifu) - 136. La fine sperata (望む結末?, Nozomu Ketsumatsu) - 137. Le Case maledette delle stelle (星の魔宮?, Hoshi no makyū) - 138. La cetra malefica (魔琴?, Makin) - 139. La piuma della verità (真実の羽?, Shinjitsu no hane) - 140. Una devozione prorompente (貫く忠義?, Tsuranuku chūgi) - 141. L'insurrezione (決起?, Kekki)                                   |                                         |                                     |
| 17    | 33-34 | I Cavalieri dello zodiaco - The Lost Canvas - Il mito di Ade 33 I Cavalieri dello zodiaco - The Lost Canvas - Il mito di Ade 34 「聖闘士星矢 THE LOST CANVAS 冥王神話 17」 - Seinto Seiya Za Rosuto Kyanbasu - Meiō Shinwa 17 | 8 dicembre 2009 ISBN 978-4-253-21517-6  | 18 novembre 2010 16 dicembre 2010   |
| 17    | 33-34 | Capitoli - 142. Commiato nel mare di nuvole (雲海の別れ?, Unkai no wakare) - 143. Il traghettatore (渡し守?, Watashimori) - 144. Il sigillo di Atena (女神の封印?, Athena no fūin) - 145. Alla volta del Santuario (聖城へ?, Sankuchuari e) - 146. L'armatura di Atena (アテナの聖衣?, Athena no kurosu) - 147. L'arma più potente (最強の武器?, Saikyō no buki) - 148. L'odore del sangue (血の匂う?, Chi no nioi) - 149. Il vento venefico (毒の風?, Doku no kaze) - 150. Ali in disparte (孤高の羽?, Kokō no hane) |                                         |                                     |
| 18    | 35-36 | I Cavalieri dello zodiaco - The Lost Canvas - Il mito di Ade 35 I Cavalieri dello zodiaco - The Lost Canvas - Il mito di Ade 36 「聖闘士星矢 THE LOST CANVAS 冥王神話 18」 - Seinto Seiya Za Rosuto Kyanbasu - Meiō Shinwa 18 | 8 marzo 2010 ISBN 978-4-253-21518-3     | 20 gennaio 2011 17 febbraio 2011    |
| 18    | 35-36 | Capitoli - 151. La lotta per l'armatura (聖衣争奪?, Kurosu sōdatsu) - 152. Il traditore (裏切り者?, Uragirimono) - 153. La copia (模造品?, Repurika) - 154. Il colpo malefico (魔拳?, Maken) - 155. L'attacco omicida (暗殺劇?, Ansatsu geki) - 156. Il peccato (罪?, Tsumi) - 157. Come un demone (鬼の如く?, Oni no gotoku) - 158. Incompleto (半端?, Hanpa) - 159. L'estinzione (消滅?, Shōmetsu) |                                         |                                     |
| 19    | 37-38 | I Cavalieri dello zodiaco - The Lost Canvas - Il mito di Ade 37 I Cavalieri dello zodiaco - The Lost Canvas - Il mito di Ade 38 「聖闘士星矢 THE LOST CANVAS 冥王神話 19」 - Seinto Seiya Za Rosuto Kyanbasu - Meiō Shinwa 19 | 7 maggio 2010 ISBN 978-4-253-21519-0    | 17 marzo 2011 21 aprile 2011        |
| 19    | 37-38 | Capitoli - 160. La vera forma (あるべき姿?, Arubeki sugata) - 161. Mefistofele (メフィストフェレス?, Mefisutoferesu) - 162. Il padre (父親?, Chichioya) - 163. Una goccia (されど一滴?, Saredo itteki) - 164. Il dolore di un uomo (人の痛み?, Hito no itami) - 165. Salvezza (救済?, Kyūsai) - 166. Un posto in cui tornare (居場所?, Ibaho) - 167. L'orologio delle stelle (救済の刻?, Kyūsai no koku) - 168. Il dominatore (統治者?, Tōchisha)                                                                     |                                         |                                     |
| 20    | 39-40 | I Cavalieri dello zodiaco - The Lost Canvas - Il mito di Ade 39 I Cavalieri dello zodiaco - The Lost Canvas - Il mito di Ade 40 「聖闘士星矢 THE LOST CANVAS 冥王神話 20」 - Seinto Seiya Za Rosuto Kyanbasu - Meiō Shinwa 20 | 8 luglio 2010 ISBN 978-4-253-21520-6    | 19 maggio 2011 16 giugno 2011       |
| 20    | 39-40 | Capitoli - 169. Il parco giochi (遊戯場?, Yūgijō) - 170. La storia vissuta (生きた歴史?, Ikita rekishi) - 171. Il successore (継承者?, Keishōsha) - 172. Il cocito (氷結地獄?, Kokyūtosu) - 173. Il ruggito della storia (歴史の咆哮?, Rekishi no hōkō) - 174. La tomba (墓標?, Bohyō) - 175. La missione (役目?, Yakume) - 176. Il tempo della bestia (獣の時間?, Kemono no jikan) - 177. Il demone del fuoco (炎の魔人?, Hono'o no majin)                                                                           |                                         |                                     |
| 21    | 41-42 | I Cavalieri dello zodiaco - The Lost Canvas - Il mito di Ade 41 I Cavalieri dello zodiaco - The Lost Canvas - Il mito di Ade 42 「聖闘士星矢 THE LOST CANVAS 冥王神話 21」 - Seinto Seiya Za Rosuto Kyanbasu - Meiō Shinwa 21 | 8 settembre 2010 ISBN 978-4-253-21539-8 | 21 luglio 2011 25 agosto 2011       |
| 21    | 41-42 | Capitoli - 178. Fuoco rosso (赤き炎?, Akaki hono'o) - 179. L'uccello immortale (不死鳥?, Fushichō) - 180. L'ammaestramento (調教?, Chōkyō) - 181. Il padrone (主君?, Shukun) - 182. Fedeltà (忠誠?, Chūsei) - 183. Come si confa a uno Spettro (冥闘士として?, Supekutā toshite) - 184. Tre contro tre (3対3?, 3 tai 3) - 185. Finché c'è vita (生命 ある 限り?, Seimei Aru kagiri) - 186. Il giorno grigio (灰色 の 日?, Haiiro no hi) - 187. Partita (パルティータ?, Parutita)                                      |                                         |                                     |
| 22    | 43-44 | I Cavalieri dello zodiaco - The Lost Canvas - Il mito di Ade 43 I Cavalieri dello zodiaco - The Lost Canvas - Il mito di Ade 44 「聖闘士星矢 THE LOST CANVAS 冥王神話 22」 - Seinto Seiya Za Rosuto Kyanbasu - Meiō Shinwa 22 | 8 dicembre 2010 ISBN 978-4-253-21540-4  | 22 settembre 2011 20 ottobre 2011   |
| 22    | 43-44 | Capitoli - 188. Lo sguardo di una madre (母の目?, Haha no me) - 189. La decisione (決断?, Ketsudan) - 190. Nudo (むき出し?, Mukidashi) - 191. La mia anima (俺の魂?, Ore no tamashii) - 192. L'armatura divina (神聖衣?, Goddo Kurosu, God Cloth) - 193. La via da seguire (進むべき道?, Susumubeki machi) - 194. I ricordi del Leone (獅子の記憶?, Shishi no kioku) - 195. Ilias (イリアス?, Iriasu) - 196. Il giorno del destino (運命の日?, Unmei no hi)                                                           |                                         |                                     |
| 23    | 45-46 | I Cavalieri dello zodiaco - The Lost Canvas - Il mito di Ade 45 I Cavalieri dello zodiaco - The Lost Canvas - Il mito di Ade 46 「聖闘士星矢 THE LOST CANVAS 冥王神話 23」 - Seinto Seiya Za Rosuto Kyanbasu - Meiō Shinwa 23 | 8 febbraio 2011 ISBN 978-4-253-21641-8  | 17 novembre 2011 15 dicembre 2011   |
| 23    | 45-46 | Capitoli - 197. Una nuova stella (新しい星?, Atarashii hoshi) - 198. Il limite estremo (究極?, Kyūkyoku) - 199. Io ti supererò (超える?, Koeru) - 200. Parlare con la terra (大地と語る?, Daichi to kataru) - 201. I cercatori (探し人?, Sagashi jinto) - 202. Amore e tristezza (愛と悲しみ?, Ai to kanashimi) - 203. Il dovere (成すべきこと?, Nasubeki koto) - 204. Semplicemente accanto (ただ側に?, Tada gawa ni) - 205. Atena scende in guerra (アテナ出撃?, Atena shutsugeki)                                  |                                         |                                     |
| 24    | 47-48 | I Cavalieri dello zodiaco - The Lost Canvas - Il mito di Ade 47 I Cavalieri dello zodiaco - The Lost Canvas - Il mito di Ade 48 「聖闘士星矢 THE LOST CANVAS 冥王神話 24」 - Seinto Seiya Za Rosuto Kyanbasu - Meiō Shinwa 24 | 8 aprile 2011 ISBN 978-4-253-21642-5    | 19 gennaio 2012 16 febbraio 2012    |
| 24    | 47-48 | Capitoli - 206. Il futuro (未来?, Mirai) - 207. I fratelli orchi (鬼兄弟?, Oni kyoudai) - 208. Il dio del tempo (時の神?, Toki no kami) - 209. Kairos (カイロス?, Kairosu) - 210. Cala il sipario (幕引き?, Maku hiki) - 211. Un essere umano (一人の人間?, Ichi nin no ningen) - 212. L'adunanza (集結?, Shūketsu) - 213. La risposta (答え?, Kotae) - 214. Cala il sipario (アローン?, Arōn) |                                         |                                     |
| 25    | 49-50 | I Cavalieri dello zodiaco - The Lost Canvas - Il mito di Ade 49 I Cavalieri dello zodiaco - The Lost Canvas - Il mito di Ade 50 「聖闘士星矢 THE LOST CANVAS 冥王神話 25」 - Seinto Seiya Za Rosuto Kyanbasu - Meiō Shinwa 25 | 6 maggio 2011 ISBN 978-4-253-21642-5    | 15 marzo 2012 19 aprile 2012        |
| 25    | 49-50 | Capitoli - 215. La conclusione (結論?, Ketsuron) - 216. Le voci (声?, Koe) - 217. Determinazione (真っ直ぐ?, Massugu) - 218. A quel giorno (あの日へ!?, Ano hi e!) - 219. La vera oscurità (真の暗?, Shin no kura) - 220. Una luce dorata (黄金の光?, Ougon no hikari) - 221. Il legame della ghirlanda (つながる花輪?, Tsunagaru hanawa) - 222. Tutti e tre insieme (３人一緒?, San hito issho) - 223. Il futuro ha inizio ( 始まる未来?, Hajimaru mirai) - Epilogo: 243 anni dopo (２４３年後?, 243 nen go)         |                                         |                                     |

## Lost Canvas Extra
| Nº | Titolo italiano | Data di prima pubblicazione            | Data di prima pubblicazione |
| Nº | Titolo italiano | Giapponese                             | Italiano                    |
| 1  | I Pesci | 7 ottobre 2011 ISBN 978-4-253-21644-9  | 29 novembre 2012            |
| 1  | Capitoli - 1. La solitudine (孤独?, Kodoku) - 2. Il figlio del giardino, il figlio del campo (園の子, 畑の子?, En no ko, hatake no ko) - 3. Il guaritore (癒しの人?, Iyashi no hito) - 4. Il legame scarlatto (赤い絆?, Akai kizuna) - 5. I consanguinei (血族?, Ketsuzoku) - 6. Pefko (ペフコ?, Pefuko) - 7. La driade (ドリュアス?, Doryuasu) - 8. I mughetti scarlatti (赤い鈴蘭?, Akai suzuran) - 9. Il legame umano (人の絆?, Hito no kizuna) |                                        |                             |
| 1  | Trama Storia ispirata al CD drama uscito in Giappone nel 2009. Prima dello scoppio della Guerra Santa Albafica riceve la missione d'indagare sulla presenza di Spettri sull'isola dei guaritori, a poca distanza dal Santuario. Arrivato sull'isola il Cavaliere incontra il giovane Pefko, allievo del guaritore Luko (che il cavaliere scopre essere il fratello del suo maestro Rugonis) che fa al guerriero la proposta di liberarsi per sempre dal suo sangue velenoso usando i mughetti che crescono nel giardino del guaritore. Albafica sembra propenso ad accettare, ma la scoperta che il fratello del suo maestro è diventato un membro delle armate di Ade cambierà tutto. |                                        |                             |
| 2  | Lo Scorpione | 8 dicembre 2011 ISBN 978-4-253-21645-6 | 20 dicembre 2012            |
| 2  | Capitoli - 10. Lo scorpione e la fanciulla (さそりと少女?, Sasori to shōjo) - 11. La piccola dea (小さな女神?, Chīsana megami) - 12. Il sacerdote delle belve (獣の神官?, Shishi no shinkan) - 13. Lo scuoiatore (皮剥ぎの男?, Kawa hagi no otoko) - 14. Dolore e sensibilità (激痛と実感?, Gekitsū to jikkan) - 15. Citla Lo Ixca (祭祀の日?, Saishi no hi) - 16. Non ho più freddo (もう寒くない?, Mō samukunai) - 17. Oltre il culmine (絶頂突破?, Zetchō toppa) - 18. La nascita della dea (女神誕生?, Megami tanjō) - Extra Track: Scorpion's Interlude |                                        |                             |
| 2  | Trama Cinque anni prima della Guerra Sacra Cardia e Sasha giungono fino in Messico dove conoscono la giovane Carbera, padrona di una taverna, che il Cavaliere dello Scorpione salva dai misteriosi Giaguari, guerrieri del dio azteco Tezcatlipoca che volevano rapirla in quanto "sposa prescelta" per il loro sacerdote Wesda. Il sacerdote del dio azteco vede inoltre nel Cavaliere dello Scorpione il cuore per risvegliare il suo dio e distruggere il mondo in vista di una nuova rigenerazione per mano di Carbera, discendente dei sacerdoti di Quetzacoatl e unica in grado di incanalare il potere del suo dio. Tale scontro permetterà a Sasha anche di accettare il suo ruolo come Atena. Nel capitolo aggiuntivo viene narrato di come un giovane Cardia (abbandonato in un ospedale per poveri a causa della sua malattia) incontri Krest (maestro del suo futuro amico Degel) il quale, colpito dalla sua volontà di continuare a vivere al massimo malgrado la sua vita sia destinata a finire a causa della malattia, lo porta al Santuario dandogli uno scopo per continuare a vivere. |                                        |                             |
| 3  | L'acquario | 8 febbraio 2012 ISBN 978-4-253-21645-6 | 31 gennaio 2013             |
| 3  | Capitoli - 19. Il mago del ghiaccio (氷の魔術師?, Kōri no majutsushi) - 20. Lo scrigno di granato (石榴石の宝石箱?, Zakuroishi no hōsekibako) - 21. Flint (火打石?, Furinto) - 22. Un padre e un maestro scomparsi (消えた父と師?, Kieta chichi to shi) - 23. La vista sulla Montagna di Luce (光の山の眺め?, Hikari no yama no nagame) - 24. Tourmaline e Chalcedony (電気石と玉髄?, Denkiishi to gyokuzui) - 25. Il segreto del granato (石榴石の秘密?, Zakuro ishi no himitsu) - 26. Il fondo dello scrigno (宝石箱深部?, Housekibako Shinbu) - 27. La bara di ghiaccio (冰の棺?, Kōri no hitsugi) |                                        |                             |
| 3  | Trama Cinque anni prima dell'inizio della Guerra Sacra Degel riceve una richiesta d'aiuto dal suo vecchio maestro e predecessore Krest, scomparso almeno un anno prima nel feudo della nobile francese Garnet. Riuscito a introdursi nel palazzo della dama la sera del suo compleanno grazie all'aiuto dell'amica Serafina, il Cavaliere d'Oro conosce la giovane cameriera Flourite e scopre che non solo Krest, ma molte altre persone sono scomparse nei dintorni del palazzo di Garnet. |                                        |                             |
| 4  | Il Cancro | 6 aprile 2012 ISBN 978-4-253-21646-3   | 28 febbraio 2013            |
| 4  | Capitoli - 28. Luce e ombra (表/裏?, Omote/Ura) - 29. Nero (暗黒?, Nero) - 30. I Cavalieri Neri (暗黒聖闘士?, Burakku Seinto, Black Saint) - 31. Balena Nera (黒き鯨?, Kuroki Kujira, Black Whale) - 32. Il Corvo Nero (黒き鴉?, Kuroki Karasu, Black Crow) - 33. I Cani Da Caccia Neri (黒き猟犬?, Kuroki Ryōken, Black Hound) - 34. La fortezza delle anime (霊魂の要塞?, Reikon no Yōsai, Soul Fortress) - 35. L'Altare Nero (暗黒聖壇星座?, Ankoku Sei Dan Seiza, Black Altar) - 36. Maestro e allievo (師弟の思い?, Shitei no Omoi) |                                        |                             |
| 4  | Trama Manigoldo e Albafica sono mandati nella Venezia del tardo XVIII secolo per indagare sull'organizzazione criminale Nero, formata da Cavalieri Neri evasi dall'isola Death Queen anni addietro e guidati da Avido, Cavaliere Nero dell'Altare e allievo di Hakurei. Sulla loro strada i due Cavalieri d'Oro incontrano Gioca, una ladruncola di strada in grado di sentire il Cosmo poiché ella è l'ultima discendente del clan che aveva il compito di sorvegliare i Cavalieri Neri e impedire che fuggissero. |                                        |                             |
| 5  | Il Capricorno | 6 luglio 2012 ISBN 978-4-253-21648-7   | 28 marzo 2013               |
| 5  | Capitoli - 37. Lo spadaio (刀鍛冶?, Katanakaji) - 38. Amagire (あまぎれ?, Amagire) - 39. La bella principessa di Catalania (カタラニアの美姫?, Katarania no Biki) - 40. La Zan'oki (斬桜鬼?, Youken Zanōki) - 41. La marea nera (く黒き潮流?, Kuroki chōryū) - 42. Un uomo gentile (優しき男?, Yasashiki Otoko) - 43. La spada sguainata (抜き身?, Nuki Mi) - 44. La divinità dei sogni (夢神?, Mushin) - 45. La spada arrugginita (錆びた刀?, Sabita katana) |                                        |                             |
| 6  | La Bilancia | 7 dicembre 2012 ISBN 978-4-253-21680-7 | 29 agosto 2013              |
| 6  | Capitoli - 46. La Terra degli Eremiti (仙境?, Senkyō, piyin Xianjing) - 47. Hui della Volpe a Nove Code (九尾狐の灰?, Kyūbi-ko no Fūi) - 48. Mudan del Passero (雀の牡丹?, Suzume no Mūdan) - 49. Fei Gan dagli occhi tristi (悲しき瞳の飛眼?, Kanashiki hitomi no Fei-gan) - Extra Track: Seeking the Truth |                                        |                             |
| 7  | Il Leone | 8 aprile 2013 ISBN 978-4-253-21681-4   | 24 ottobre 2013             |
| 7  | Capitoli - 50. Balor Occhio malvagio (魔眼のバロール?, Magan no Barōru) - 51. La forza incorporea ((闇の魔人と光の使者?, Yami no majin to hikari no shisha) - 52. Il paesaggio visto da mio padre (父の影、との先の光?, Chichi no kage, to no saki no hikari) - 53. Colui che governa la luce (光を司る者?, Hikari o tsukasadoru mono) - Extra Track: The Way |                                        |                             |
| 8  | La Vergine | 8 agosto 2013 ISBN 978-4-253-21682-1   | 24 settembre 2014           |
| 8  | Capitoli - 54. Colui che cerca Dio (神を求めし者?, Kami o motomeshi mono) - 55. La voce inascoltata (届かぬ声?, Todo ka nu koe) - 56. La verità del Nirvana (涅槃の理?, Nehan no kotowari) - 57. Destino (縁?, Enishi) - Extra Track: Encounter with imitation of GOD |                                        |                             |
| 9  | Il Toro | 6 dicembre 2013 ISBN 978-4-253-21683-8 | 27 novembre 2014            |
| 9  | Capitoli - 58. Le due stelle giganti (二人の巨星?, Futari no kyosei) - 59. Il pugno dell'onestà (愚直なる拳?, Guchokunaru kobushi) - 60. Le cose da proteggere (守るべきもの?, Mamoru beki mono) - 61. Il guardiano (守護者?, Shugosha) - 62. Semi (種子（みらい）?, Mirai) |                                        |                             |
| 10 | Il Sagittario | 20 giugno 2014 ISBN 978-4-253-21684-5  | 26 febbraio 2015            |
| 10 | Capitoli - 63. Il fratello minore di un eroe (英雄の弟?, Eiyū no otōto) - 64. L'oracolo (神託?, Shintaku) - 65. L'arco e la corda (弓と弦?, Yumi to tsuru) - 66. La promessa (約束?, Yakusoku) - Extra Track: Leo's Interlude |                                        |                             |
| 11 | I Gemelli (Defteros) | 20 ottobre 2014 ISBN 978-4-253-21685-2 | 25 giugno 2015              |
| 11 | Capitoli - 67. L'ombra d'oro - Gold Shadow (黄金の影?, Gōrudo Shadō) - 68. L'uomo maledetto (凶ツ者?, Magatsumono) - 69. Lacrime (涙?, Namida) - 70. Fratelli (兄弟?, Kyodai) - Extra Track: Other Dream |                                        |                             |
| 12 | I Gemelli (Aspro) | 8 gennaio 2015 ISBN 978-4-253-21686-9  | 29 ottobre 2015             |
| 12 | Capitoli - 71. Cicatrice (瑕痕?, Kizuato) - 72. Colei che è sedotta da una stella malefica (魔星に魅入られし者?, Masei ni mīrareshi mono) - 73. Colui che trascende l'umanità (人を超越せし者?, hito o chōetsu seshi mono) - 74. Risolutezza (覚悟?, Kakugo) |                                        |                             |
| 13 | L'Ariete | 8 giugno 2015 ISBN 978-4-253-21687-6   | 18 febbraio 2016            |
| 13 | Capitoli - 75. I sogni dell'ariete (牡羊が見る夢?, Osu hitsuji ga miru yume) - 76. Il messaggero senza tempo (時を超えた使者?, Toki o koeta shisha) - 77. Crossroad (クロス・ロード?, Kurosu rōdo) - 78. Turning Point (ターニング・ポイント?, Tāningu Pointo) - Extra Track: Past → Future |                                        |                             |
| 14 | 「L'Ariete」 - Aries | 8 dicembre 2015 ISBN 978-4-253-21688-3 | 21 luglio 2016              |
| 14 | Capitoli - 79. Ritorno (リターン?, Ritān) - 80. Quelli che resistono (反抗者たち?, Hankō Mono-tachi) - 81. Clamp (クランプ?, Kuranpo) - Extra Track: L'emblema del Sangue (ユズリハ外伝 血墨の紋?, Yuzuriha Gaiden: Chisumi no Mon) - Extra Track: Continue to the Legend |                                        |                             |
| 15 | I gemelli anziani | 8 marzo 2016 ISBN 978-4-253-21689-0    | 16 febbraio 2017            |
| 15 | Capitoli - 82. Scuotendo il Santuario (揺れる聖域?, Yuueru Seiiki) - 83. Invasione (侵略?, Shinryaku) - 84. Traditore (裏切者?, Uragirimono) - 85. Santuario in fermento (混迷の聖域?, Konmei no Seiiki) - Extra Track: Il successore (ザ サクセサ-?, Za Sakusesaa) |                                        |                             |
| 16 | I gemelli anziani | 8 giugno 2016 ISBN 978-4-253-21702-6   | 22 giugno 2017              |
| 16 | Capitoli - 86. Fiamme silenti (静かなる炎?, Shizukanaru honō) - 87. La Bilancia macchiata dalle tenebre (闇に染まる天秤座?, Yami ni somaru Libra) - 88. Metamorfosi (変容?, Hen'yō) - 89. Il momento decisivo (決意のとき?, Ketsui no Koku) - Extra Track: The Gate to Tomorrow (ザ ゲート トゥ ザ トゥモロ-?, Za gato tu za tumoroo) |                                        |                             |

## Extra Story
Il volume I Cavalieri dello Zodiaco – The Lost Canvas: Il Mito di Ade – Extra Story raccoglie alcune storie brevi scritte dall'autrice in occasioni di eventi relativi al franchising de I Cavalieri dello zodiaco. Il volume comprende anche delle illustrazioni e delle note realizzate dall'autrice dove appaiono anche personaggi non presenti nei racconti del volume. Il primo capitolo è stato pubblicato nel numero speciale del mensile Champion Red del febbraio 2014 come Special Side Story.
| Nº | Titolo italiano Giapponese 「Kanji」 - Rōmaji | Data di prima pubblicazione           | Data di prima pubblicazione |
| Nº | Titolo italiano Giapponese 「Kanji」 - Rōmaji | Giapponese                            | Italiano                    |
| 1  | I Cavalieri dello Zodiaco – The Lost Canvas: Il Mito di Ade – Extra Story 「聖闘士星矢 THE LOST CANVAS 冥王神話 番外編」 - Seinto Seiya Za Rosuto Kyanbasu - Meiō Shinwa Bangai-hen | 18 giugno 2021 ISBN 978-4-253-32041-2 | 16 marzo 2023               |
| 1  | Capitoli - 1. Un piccolo Cavaliere (小さな聖闘士セイント?, Chiisana saint) - 2. I ricordi con lui (あいつとの想い出?, Aitsu to no omoide) - 3. La colpa del dio impostore (神気取りの罪状?, Kami kidori no zaijō) - 4. L'amicizia sotto il salice (柳の下の友情?, Yanagi no shita no yūjō) - 5. Yato ce la mette tutta (耶人頑張る?, Yato ganbaru) - 6. Colui che guarda in faccia la morte (死に見入る者?, Shi ni miiru mono) - 7. La terra del vento (prima parte) (風の大地 前編?, Kaze no daichi zenpen) - 8. La terra del vento (seconda parte) (風の大地 中篇?, Kaze no daichi chūhen) - 9. La terra del vento (terza parte) (風の大地 後編?, Kaze no daichi kōhen) - 10. Il dialogo fra Tenma e Sisifo (天馬と射手の語らい?, Pegasus to Sagittarius no katarai) |                                       |                             |

### Capitoli non ancora in formatotankōbon
- 11. Rinascita scarlatta - Capitolo 1[2] (朱の新生 前編?, Shu no Shinsei Zenpen)
- 12. Rinascita scarlatta - Capitolo 2[2] (朱の新生 中編?, Shu no Shinsei Chūhen)
- 13. Rinascita scarlatta - Capitolo 3[2] (朱の新生 後編?, Shu no Shinsei Kōhen)